# Kangarù
Kangarù (Kangaroo) è un film del 1952 diretto da Lewis Milestone.
È un film d'avventura a sfondo drammatico statunitense con Maureen O'Hara, Peter Lawford e Finlay Currie. È ambientato negli anni 1910 in Australia.

## Trama
A Sydney, Richard Connor è un giovane alla disperata ricerca di danaro. Nel dormitorio nel quale alloggia, viene scambiato dall'anziano Michael McGuire, ubriaco, per il proprio figlio Dennis, fuggito lasciando perdere le proprie tracce da un orfanotrofio nel quale il padre, ora pieno di rimorsi per questo, l'aveva abbandonato da bambino.
Più avanti Connor cerca di rapinare il baro John Gamble, ma trovandolo spiantato quanto lui stesso, si fa convincere da quest'ultimo a prendere parte alla rapina presso il proprietario di una sala da gioco, che viene ucciso da Gamble.
I due fuggono col bottino, ma quando Connor passa dal dormitorio a ritirare i propri effetti personali, viene inseguito da McGuire, che crede di aver ritrovato il proprio figlio, e che alla fine cade da una scalinata, rimanendo privo di coscienza. Frugando nelle tasche di McGuire, Connor e Gamble trovano un documento dal quale risulta che il vecchio è proprietario di un vastissimo appezzamento di terreno nell'entroterra australiano. Escogitano allora un piano per trarre profitto dal vecchio (e sfuggire alle ricerche della polizia): il mattino successivo fanno credere a McGuire (che, nello stato di ubriachezza in cui si trovava non ricorda nulla) di aver stretto un contratto con lui secondo il quale ciascuno avrebbe goduto delle quote degli utili della fattoria. A tal fine, per convincerlo, gli avevano infilato in tasca, la notte prima, una certa somma di denaro proveniente dal bottino. Connor inoltre, per rifinire il raggiro, afferma di chiamarsi, di primo nome, Dennis, rinforzando la convinzione, in McGuire, che si tratti proprio del figlio perduto.
I tre si recano dunque alla fattoria di McGuire, che versa in cattive condizioni per la siccità che imperversa da qualche anno. Lì vi trovano Dell, figlia di McGuire, della quale Connor si invaghisce, ricambiato. Intanto Len, uomo delle forze dell’ordine, vecchia conoscenza di Dell, è sulle tracce dei rapinatori ed omicidi del proprietario della sala da gioco.
I nuovi arrivati, e Connor in particolare, compiono un gran lavoro per rimettere in sesto la fattoria: recuperano il bestiame disperso e morente per la siccità, aggiustano avventurosamente un mulino, unica fonte d'acqua nella landa deserta quando, a seguito di una danza propiziatoria di un gruppo di aborigeni, una tempesta di vento si leva come preludio alla tanto attesa pioggia, che finalmente mette fine alla siccità. Quando il vecchio McGuire si rende conto dell'attrazione esistente fra la figlia e Connor, ormai convinto che si tratti di suo figlio, e quindi del fratello di Dell, rivela a quest'ultima la sua convinzione.
Connor allora confessa di non essere parente dei McGuire, e di essere uno dei ricercati, suscitando la riprovazione del vecchio. Ma intanto Len sta braccando gli autori della rapina/omicidio, che fuggono. Ne nasce uno scontro, durante il quale Connor impedisce a Gambler di uccidere Len, ed al termine del quale Gambler rimane ucciso e Connor, ferito, viene portato, per le prime cure, alla fattoria dei McGuire.
Qui viene curato da Dell, si riappacifica col vecchio, che ora approva l'unione di Connor con la propria figlia, e in generale si fa affidamento sul fatto che, affrontando l'inevitabile processo, avrà delle attenuanti.

## Produzione
Il film, diretto da Lewis Milestone su una sceneggiatura di Harry Kleiner e un soggetto di Martin Berkeley, fu prodotto da Robert Bassler per la Twentieth Century Fox Film Corporation e girato a Australia da novembre 1950 a metà marzo 1951 con un budget stimato in 800.000 dollari. I titoli di lavorazione furono  The Land Down Under,  The Bushranger e  The Australian Story.

## Distribuzione
Il film fu distribuito con il titolo Kangaroo negli Stati Uniti dal 16 maggio 1952 (première a New York) al cinema dalla Twentieth Century Fox.
Altre distribuzioni:
- in Svezia l'11 agosto 1952 (Känguru)
- in Portogallo il 15 settembre 1952 (Cangurú)
- in Finlandia il 31 ottobre 1952 (Kenguru)
- in Germania Ovest il 18 febbraio 1953
- in Austria nel marzo del 1953 (Gesetz der Peitsche)
- in Francia il 10 luglio 1953 (La loi du fouet)
- in Spagna il 17 agosto 1953 (Madrid)
- in Turchia nell'ottobre del 1953 (Kara Kamçi)
- in Danimarca il 15 novembre 1954 (Loven og pisken)
- in Greece, USA (Kangaroo)
- in Belgio (La loi du fouet e De wet van de zweep)
- in Brasile (A Lei do Chicote)
- in Italia (Kangarù)
- in Germania Ovest (Känguruh)
- in Spagna (La ley del látigo)

## Critica
Secondo il Morandini il film "mescola cadenze avventurose e toni romantici". L'unico pregio sarebbe rappresentato dall'ambientazione australiana con i suoi "splendidi paesaggi". Altra nota positiva risulterebbe la presenza della O'Hara. Secondo Leonard Maltin il film è un "confuso racconto", solo potenzialmente affascinante; la valutazione globale risulta negativa a causa del poco approfondimento dei personaggi e delle loro storie.